# Anta de Pedras Altas
L'Anta de Pedras Altas (aussi appelé Anta de Mealha) est un dolmen situé dans la freguesia de Cachopo (pt), sur le territoire de la municipalité de Viana do Alentejo (district de Faro, Portugal). 
Le mot anta est l'équivalent portugais d'« ante » (pilier terminal d'un temple grec ou romain), mais il est aussi employé pour désigner les pierres d'un dolmen ou le dolmen lui-même. Environ 5 000 structures mégalithiques de ce type ont été construites au Néolithique dans l'ouest de la péninsule Ibérique par les successeurs de la culture de la céramique cardiale ou Cardial.
Il est classé Monument national depuis 2006 .

## Description
Ce monument mégalithique est situé près du village de Mealha, au sommet d'une colline, dans un endroit qui permet un bon contrôle visuel sur les environs. Il s'agit d'une chambre funéraire au plan trapézoïdal allongé, composée de douze orthostates, d'une ancienne allée couverte  et d'une entrée, orientée vers l'est. Dans cette paroisse se trouve un autre monument funéraire, l'Anta da Masmorra (pt). 
En raison de sa configuration, le dolmen aurait été construit à la fin du Néolithique ou au Chalcolithique. Il a fait l'objet de fouilles archéologiques à la fin des années 1970, coordonnés par Victor S. Gonçalves, au cours desquels une riche collection a été collectée, comprenant des pièces en pierre taillée, façonnée et polie, une herminette, ainsi que des perles de collier en schiste et pierres vertes, qui seraient des éléments décoratifs.

## Galerie

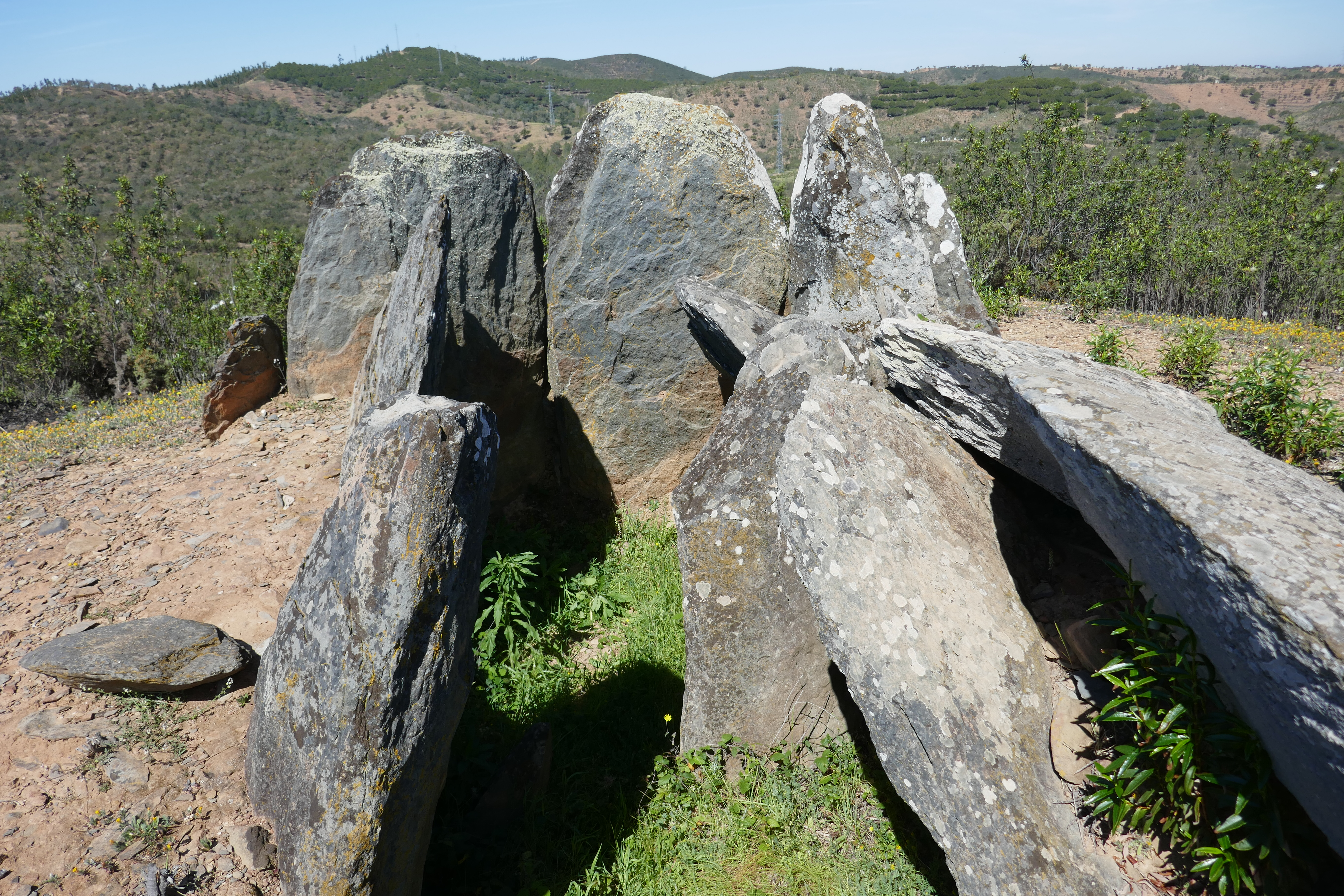
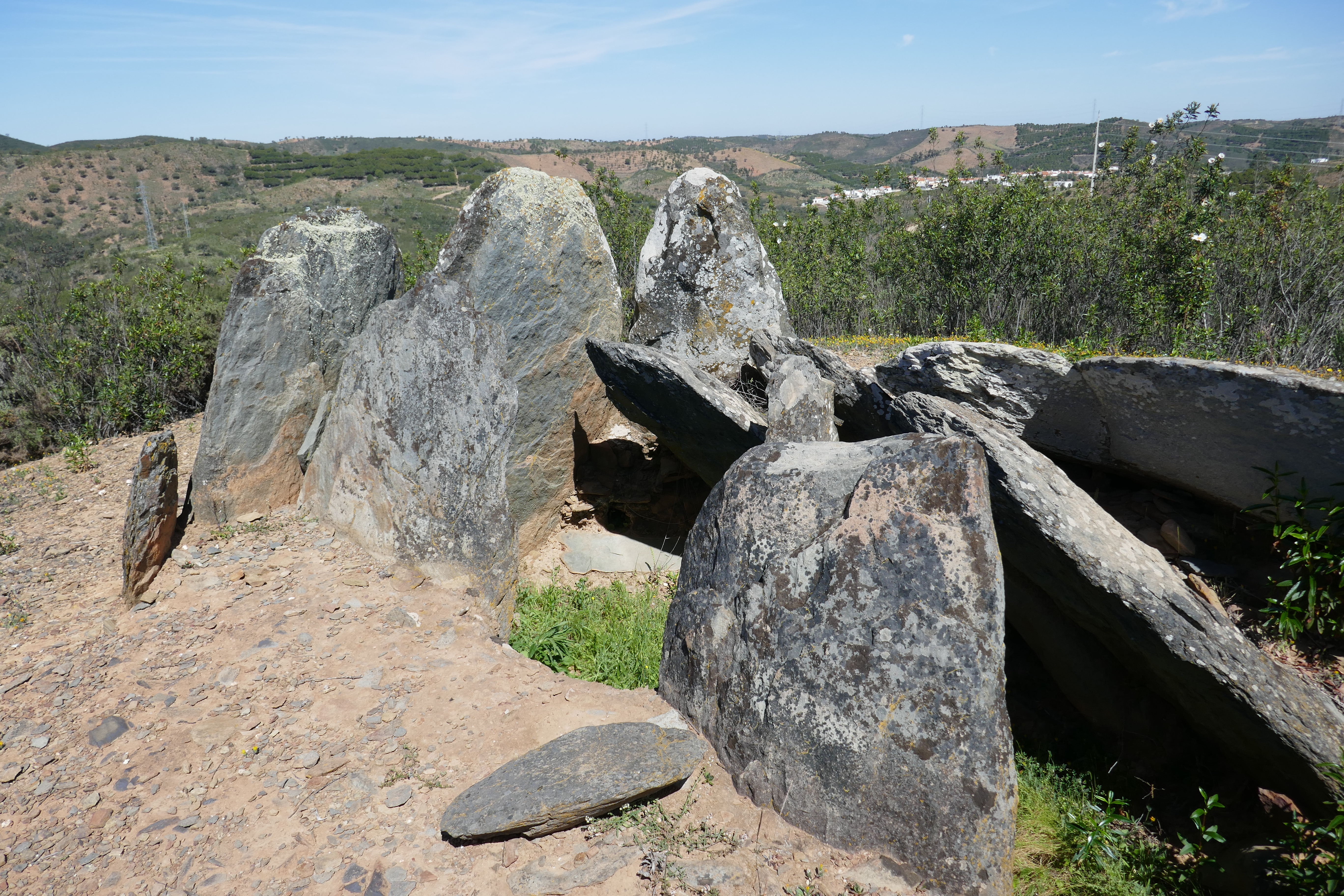